# Intraprenad
Intraprenad är en term som oftast används för att beskriva en verksamhet inom offentlig sektor. En Intraprenad har givits större befogenheter att styra över den egna verksamheten, samt ett större ansvar för resultatet av verksamheten. Verksamhet som sköts i form av en intraprenad får efter upphandling ekonomiska medel från sin uppdragsgivare till exempel kommun eller landsting. Intraprenaden är till exempel kommunalt anställd, och har samtidigt ansvar för både drift och pengar för verksamheten.
En intraprenad är i reell mening liktydigt med en resultatenhet. Begreppet är huvudsakligen tillskapat för att ge ideologiskt utrymme för att skapa alternativ till traditionell verksamhet utan att bereda möjlighet till entreprenad. Upphandling av intraprenad är ogörbart.  